# سد بیکو
سد بیکو (به لاتین: Bikou Dam) یک سد خاکی و نیروگاه برقابی در چین است که در Bikou واقع شده‌است.